# Freedom fries

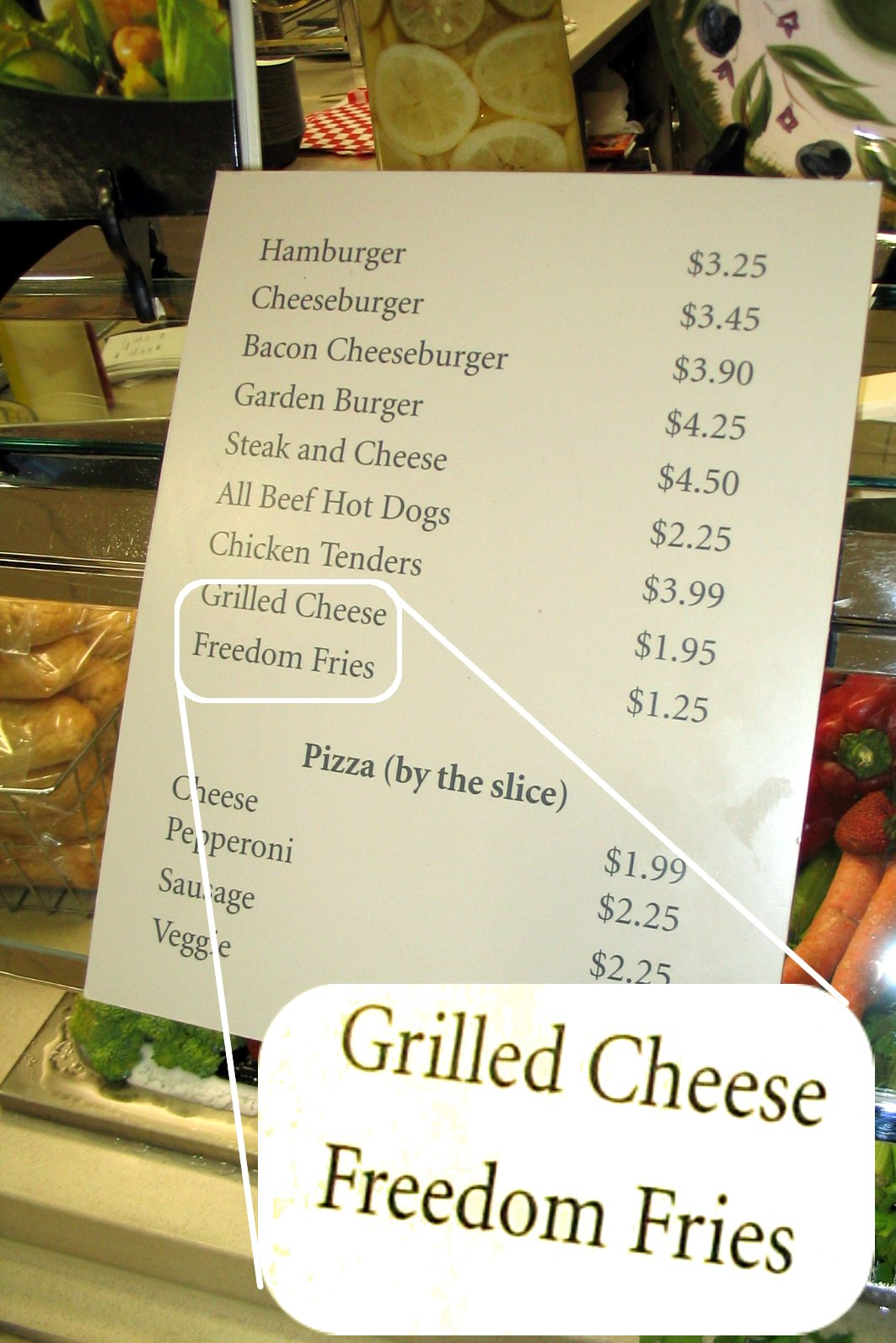
Thực đơn từ một quán ăn tự phục vụ của Quốc hội Mỹ có đăng từ freedom fries.

Freedom fries là một lối nói trại mang tính chất chính trị tại Hoa Kỳ thay cho French fries (Pommes frites: khoai tây chiên kiểu Bỉ). Thuật ngữ này nổi bật vào năm 2003 khi Chủ tịch của Ủy ban Quản lý Nhà thuộc đảng Cộng hòa, Bob Ney, đổi tên món này trong ba quán ăn của Quốc hội để trả đũa với sự phản đối của Pháp đối với cuộc tấn công Iraq 2003. Mặc dù ban đầu được hỗ trợ với một số nhà hàng cũng thay đổi tên trong thực đơn của họ, thuật ngữ này càng ngày càng không được sử dụng do sự hỗ trợ cho cuộc chiến Iraq giảm đi. Sau khi Ney từ chức Chủ tịch năm 2006, nó đã được lặng lẽ đổi ngược lại.

## Bối cảnh

### Chống đối chiến tranh của Pháp
Theo sau Sự kiện 11 tháng 9 của Al-Qaeda và lời tuyên bố về "Cuộc chiến chống khủng bố" của Tổng thống George W. Bush, một cuộc xâm lược Iraq được hoạch định. Trong các cuộc thảo luận của Hội đồng Bảo an Liên hiệp quốc, Bộ trưởng Ngoại giao Pháp Dominique de Villepin đã nói rõ rằng nước Pháp sẽ không ủng hộ và cũng không tham gia vào cuộc xâm lược. Điều này khiến một số người Mỹ buộc tội Pháp là phản bội, gây lạo không khí chống Pháp có trước đây tại Hoa Kỳ.